# Church Stretton

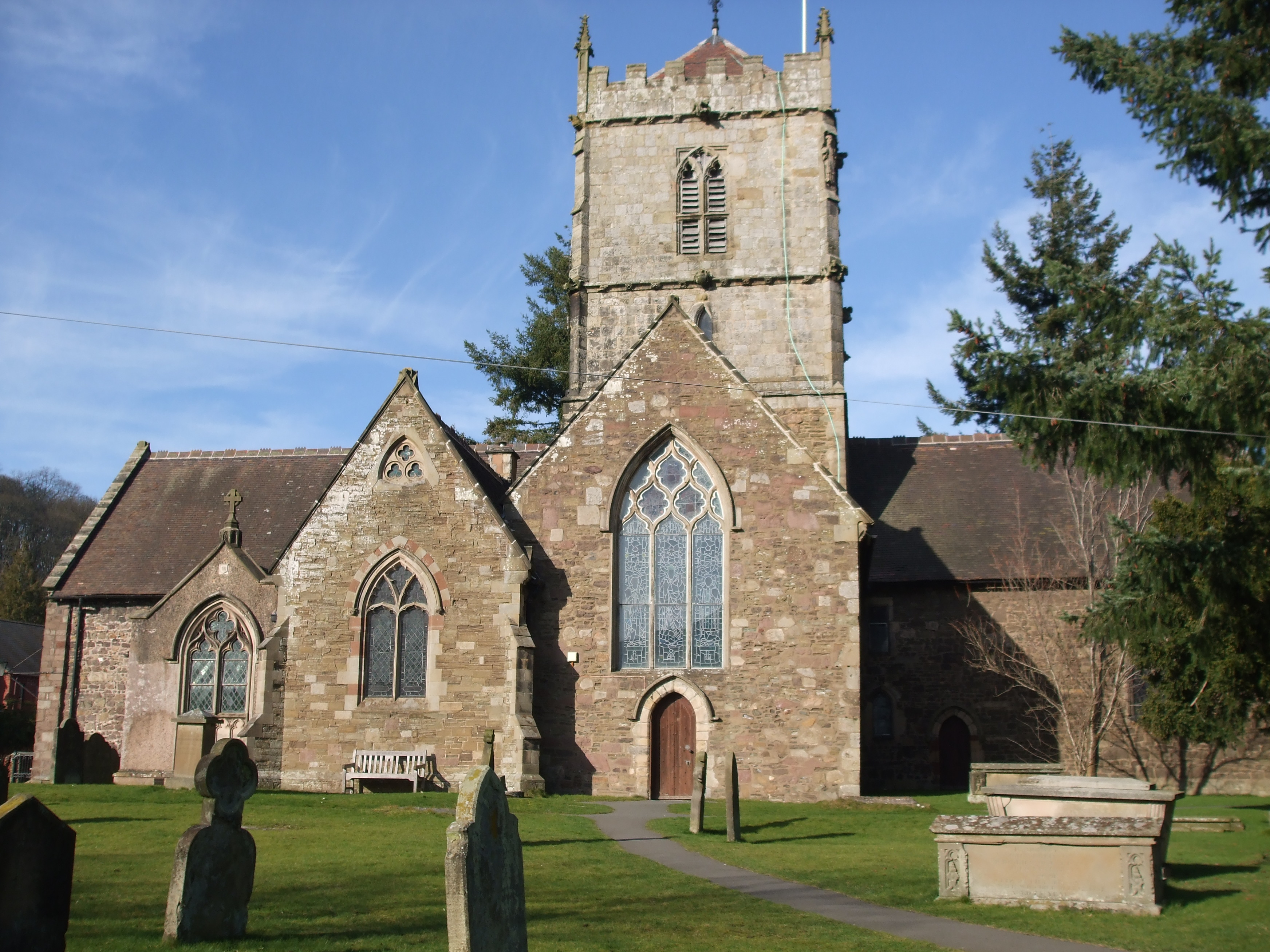
Kościół w Church Stretton

Church Stretton – miasteczko w Anglii, w hrabstwie ceremonialnym Shropshire, w dystrykcie (unitary authority) Shropshire, w dawnym dystrykcie South Shropshire.
Leży w samym sercu Shropshire Hills i wzniesień Long Mynd. Miasto znane z walorów turystycznych od czasów wiktoriańskich. W pobliżu znajduje się Carding Mill Valley – dolina, gdzie mają początek ścieżki turystyczne Long Mynd. Obecnie opiekę nad doliną i miastem sprawuje National Trust. Łatwy dostęp do miasta zapewniają pociągi kursujące pomiędzy Shrewsbury i Ludlow. Naturalne piękno pobliskich gór z dzikimi końmi i wolno pasącymi się owcami zadecydowało, że Church Stretton stało się ośrodkiem turystycznym dla ludzi odwiedzających te regiony. W mieście znajduje się duża liczba kafejek, restauracji, pubów i hoteli. W razie złej pogody w pobliżu miasta możliwe są inne rozrywki, takie jak szybownictwo i paralotniarstwo (na szczytach Long Mynd szybowcami Gliding Club), golf, jazda konna, łucznictwo i wędkarstwo. Kilka kilometrów poza miasteczkiem znajduje się Acton Scott Historic Working Farm – jedno z niewielu miejsc przedstawiających historię gospodarki rolnej.

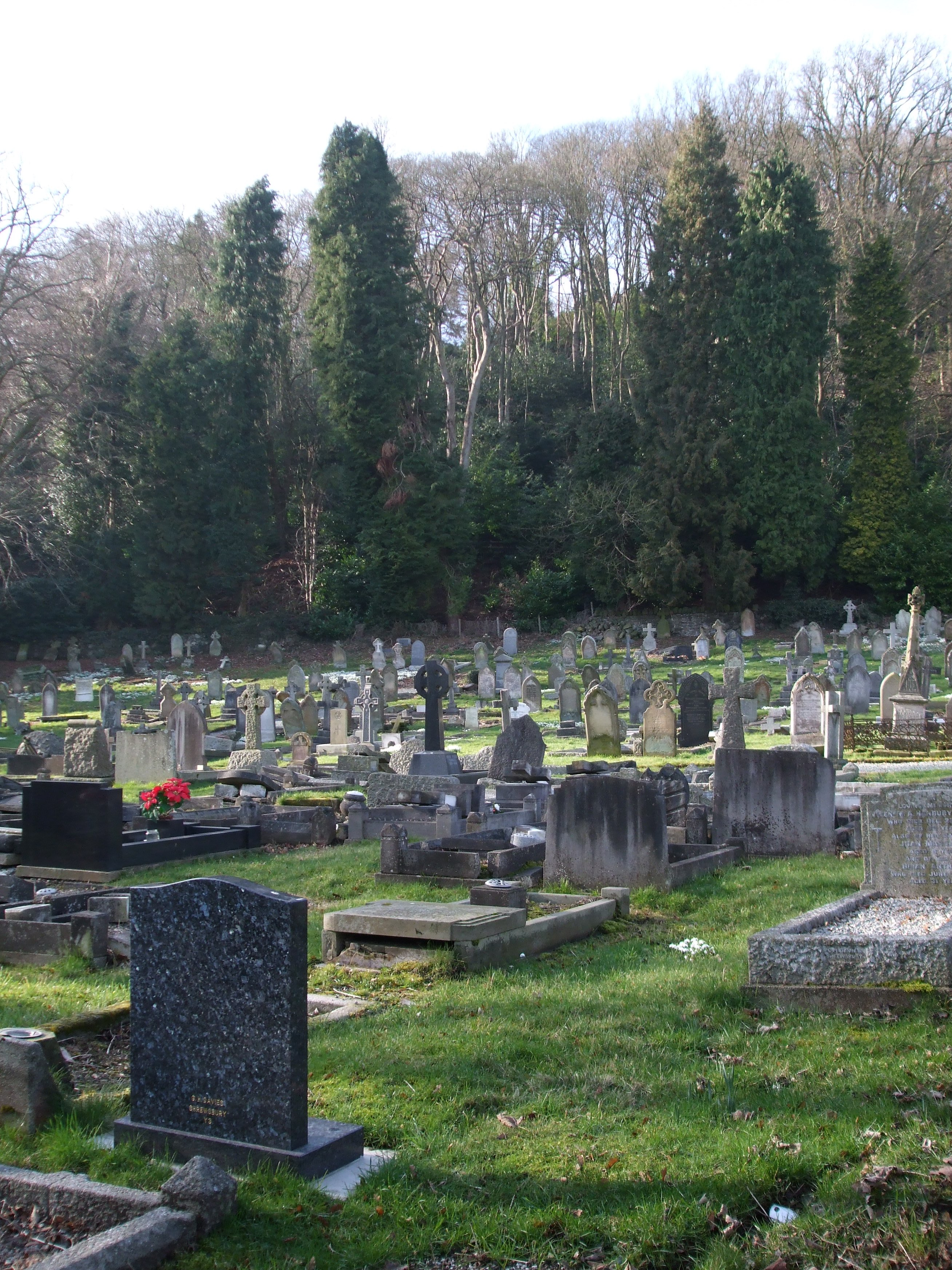
Cmentarz Church Stretton